# Zuzana Skalníková
Zuzana Skalníková (20. června 1949 Přerov – 12. dubna 2019 Praha) byla česká herečka, známá mimo jiné z dětských pořadů jako hlas loutky jménem Muf.
Narodila se v Přerově.
Hrála mimo jiné v Divadle Minor zaměřeném na hranou i loukovou tvorbu pro dětské diváky.
Získala také menší role ve filmu, např. v televizních snímcích Blankytná pohádka (1986) či Vodník a Karolínka (2010), dále v pohádkovém filmu Sedmero krkavců (2015) a ve francouzském komediálním snímku Návštěvníci 3: Revoluce (2016).
Objevovala se také v televizních seriálech Redakce, Vyprávěj, Expozitura, Clona, Cesty domů, Ordinace v růžové zahradě nebo v sitcomu Rudyho má každý rád (2015). Nejznámější její postavou je však plyšový Muf ze Studia Kamarád, jemuž propůjčovala hlas po tři desetiletí od 80. let 20. století.
Skalníková spolupracovala i s Českým rozhlasem, kde účinkovala obvykle v pohádkách nebo např. v rozhlasové adaptaci fantasy románu Ursuly Le Guinové Čaroděj ze Zeměmoří (2016).
Působila také jako výtvarnice.